# Миркурбанов, Насирулла Мирсултанович
Насирулла́ Мирсулта́нович Миркурба́нов (узб. Nasirulla Mirsultanovich Mirkurbanov; род. 21 ноября 1942, село Янгибазар, Верхнечирчикский район, Ташкентская область, Узбекская ССР, СССР — советский и узбекистанский литературовед, кандидат филологических наук (1976), профессор кафедры русской литературы и методики преподавания ТГПУ имени Низами (2022), член-корреспондент Российской академии Педагогических и Социальных наук (2000), автор учебников и учебных пособий по литературе, истории русской литературы и литературоведению для вузов, колледжей и лицеев, общеобразовательных школ Узбекистана.

## Биография
Миркурбанов Насирулла Мирсултанович — кандидат филологических наук, профессор, член-корреспондент Российской академии педагогических и социальных наук, литературный критик, ведущий учёный-филолог Республики, посвятивший всю свою жизнь делу процветания русского языка и литературы в системе общего среднего, среднего специального, профессионального и высшего образования Узбекистана.
Миркурбанов Н. М. родился 21 ноября 1942 года. В 2022 году отметил свой 80-летний юбилей. Трудовую деятельность начал в 1960 году, после окончания училища механизации сельского хозяйства и учёбы в Ташкентском индустриально-педагогическом техникуме. Работал слесарем, трактористом, бригадиром слесарей-сборщиков на Мирзачульской ремонтно-технической станции (ныне - город Гулистан Сырдарьинской области). С 1962 по 1966 годы служил в ВМФ СССР. Проходил службу на надводных кораблях Краснознаменного Тихоокеанского флота.
По окончании службы поступил на факультет русского языка и литературы Сырдарьинского государственного педагогического института имени Гафура Гуляма. В 1970 году окончил институт с отличием и был оставлен в качестве преподавателя на кафедре русской и зарубежной литературы. С 1970 по 1979 гг. работал в институте на должностях преподавателя, декана, заведующего кафедрой, а в декабре 1979 года приказом Министра просвещения был переведён на должность декана факультета УзбРПИРЯиЛ (Узбекского республиканского педагогического института русского языка и литературы) в город Ташкент. В 1984 году был утверждён на должности проректора по учебной работе РПИРЯиЛ.
В 1988 году был назначен на должность директора Республиканского учебно-методического центра (РУМЦ) при Министерстве народного образования. РУМЦ являлся методическим центром всей системы образования страны: от дошкольных, внешкольных образовательных учреждений до институтов и университетов включительно. Центр этот существует до сих пор (РЦО).
В 1989 году в составе рабочей группы участвовал в подготовке проекта Закона о Государственном языке Уз  ССР, а в 1992 году в группе готовил проект Закона об Образовании Республики Узбекистан.
В 1992—1995 гг. находился на дипломатической работе: советник по культуре, советник-посланник посольства Республики Узбекистан в Москве, Временный поверенный в делах Республики Узбекистан в Российской Федерации, консультант МИД. В Дипломатической Академии МИД РФ в г. Москве прошёл годичные курсы переквалификации по специальности "Дипломатия" (1994—1995). С конца 1995 по 2003 год — Представитель российского коммерческого банка «Банк Российский кредит» в Узбекистане.
С 2003 года и по настоящее время на педагогической работе: доцент, заведующий кафедрой, профессор Ташкентского государственного педагогического университета имени Низами.
В ноябре 2023 года принимал участие в Международном педагогическом конгрессе "Наследие К.Д. Ушинского и современное образование" в Москве и  стал победителем Международного конкурса "Учитель и его ученики на пространстве СНГ", посвящённом 200-летию со дня рождения К.Д. Ушинского.
Женат, имеет детей и внуков.

## Учебно-методическая деятельность
Автор программ по литературе для общеобразовательных школ, педагогических институтов и университетов, автор учебников и учебных пособий по истории русской литературы и литературоведению для вузов, колледжей и лицеев Узбекистана, монографий. Автор ныне действующих учебников по литературе для 8, 10, 11 классов школ общего среднего образования Узбекистана с русским языком обучения, а также учебников нового поколения: «Русский язык и читательская грамотность» для 1 класса и «Литература» для 10 класса, вышедших в 2021—2022 гг.
С 2007 по 2022 год — Председатель Научно-методического Совета по русскому языку и литературе при Министерстве народного образования Республики Узбекистан, под руководством которого создавались учебные программы и учебники для общеобразовательных школ, разрабатывались методические пособия для учителей русского языка и литературы.
По инициативе и при активном участии Миркурбанова Н. М. осуществляется тесное сотрудничество кафедры и всего факультета с представительством Русского дома в Ташкенте, Посольством Российской Федерации в Республике Узбекистан, Русским культурным центром. В рамках этого сотрудничества проводятся научные и методические семинары, конференции, творческие встречи и другие мероприятия.

### Публикации за последние 10 лет
- Введение в литературоведение (учебник для студентов филологических факультетов университетов), Ташкент, 2006. В соавторстве с Варфоломеевым И. П.
- Коллективная монография «Неповторимое слово и вечно, и ново…»,Ташкент, 2007. Автор и ответственный редактор.
- Авторский коллектив. Человеческое развитие (учебник), ПРООН в РУз., УМЭД, Ташкент 2009. Автор главы «Образование и человеческое развитие».
- Учебное пособие для филологических факультетов педагогических ВУЗов РУз. «История русской литературы XIX века», Ташкент, 2009. В соавторстве с Григорьевой О. И.
- Литература (учебное пособие для профессиональных колледжей с русским языком обучения), Чолпон, 2011. В соавторстве, ответственный редактор.
- Литературный процесс (хрестоматия для филологических факультетов университетов),Ташкент, MUMTOZ SO’Z, 2012. В соавторстве с Хегай О. Ч.
- «Литература» учебник-хрестоматия для 8 класса школ с русским языком обучения в двух частях, Узбекистан, 2010. В соавторстве.
- Литература (учебник для 10 класса общеобразовательных школ, средних специальных, профессиональных учебных заведений с русским языком обучения), В соавторстве, Ташкент, 2017[1].
- Литература (учебник для 11 класса общеобразовательных школ, средних специальных профессиональных учебных заведений с русским языком обучения), В соавторстве, Ташкент, 2018[1].
- Литература (учебник для 10 класса общеобразовательных школ с русским языком обучения) В соавторстве, Ташкент, 2022 г.
- Русский язык и читательская грамотность (учебник для 1 класса общеобразовательных школ с русским языком обучения). Ташкент, 2021 г.
- Русская литература в системе межкультурных коммуникаций ХХI века: современное состояние и перспективы развития (коллективная монография), научное издание, Ташкент, 2013.
- Миркурбанов Н. М. и др. История русской литературы первой половины XIX века (электронный учебник),Ташкент, 2015. Свидетельство DGU 03164.
- Основы литературоведения. Учебное пособие для студентов филологических факультетов. Ташкент, 2018.

Кроме того
Более 100 публикаций (тезисов, докладов, научных статей) в различных научных журналах и сборниках Республики Узбекистан, России, Казахстана и Республики Корея.

## Общественная деятельность и достижения
На протяжении многих лет Миркурбанов Н. М. является организатором и непосредственным руководителем основанных им Виноградовских чтений, которые ежегодно проводятся в Ташкенте. Налажены творческие связи учёных-филологов Узбекистана с кафедрами и факультетами университетов Москвы и России. Созданы совместные планы работы с педагогическими вузами Республики.
Миркурбанов Н. М. является инициатором проведения диспутов и научно-практических конференций, семинаров студентов по актуальным проблемам современной русской, зарубежной и узбекской литературы. Под его руководством студенты и магистранты выполняют научные исследования, участвуют в конкурсах и олимпиадах, получают именные государственные стипендии и дипломы победителей.
В числе его учеников и преемников не одно поколение филологов, имеющих учёные степени докторов наук, преподавателей-русистов, методистов, лучших специалистов русского языка и литературы в Узбекистане.

### Награждения
- Награжден Государственными наградами — медалями и знаками отличия бывшего СССР.
- Грамота Президента Республики Узбекистан — 1991 год.
- медаль — Ветеран труда — 2002 год.
- Отличник народного образования Республики Узбекистан — 2012 год.
- Медаль Пушкина (28 февраля 2008 года, Россия) — за большой вклад в распространение, изучение русского языка и сохранение культурного наследия, сближение и взаимообогащение культур наций и народностей[3].